# Hylobates albibarbis
Hylobates albibarbis là một loài động vật có vú trong họ Hylobatidae, bộ Linh trưởng. Loài này được Lyon mô tả năm 1911.
Đây là một loài nguy cấp của vượn loài đặc hữu của miền Nam Borneo, giữa sông Kapuas và Barito.